# اولاو آرنا
اولاو آرنا (استونیایی: Olav Aarna؛ زادهٔ ۴ نوامبر ۱۹۴۲) دانشمند رایانه،  سیاستمدار و نماینده سابق مجلس اهل استونی است.